# Neurofeedback
 (janvier 2024).
 (janvier 2024).
Le neurofeedback ou rétroaction neurologique ou rétrocontrôle neurologique est un type de biofeedback au cours duquel l'activité neuronale d’un individu est mesurée et lui est présentée en temps réel (sous différentes formes : son, image, etc.). Le but de cette méthode est que l’individu arrive à autoréguler son activité neuronale supposée sous-tendre un comportement ou une pathologie spécifique. De cette manière, avec le temps, le participant pourrait être capable d’apprendre comment contrôler volontairement l’activation de son cortex cérébral afin de réguler sa cognition et ses comportements dans la vie de tous les jours. Cette thérapie est utilisée pour traiter plusieurs troubles cognitifs ou psychiatriques comme le TDAH (Trouble Déficit de l’Attention avec ou sans Hyperactivité), la dépression, le TSPT (trouble de stress post-traumatique), l’alcoolisme, les douleurs chroniques, etc. Le neurofeedback peut aussi être utilisé pour améliorer les performances sportives chez les athlètes.
Certains changements neuronaux dus au neurofeedback ont montré que l’effet de l'entraînement pouvait durer de quelques heures à plusieurs mois. Ce dernier corrélerait également avec des changements dans la substance blanche et grise du cerveau.
Cependant, la recherche en neurofeedback peine à démontrer des effets cliniques robustes basés sur des protocoles rigoureux. Le peu de résultats concernant l’utilisation du neurofeedback dans diverses pathologies utilisant des essais contrôlés randomisés sont mitigés. Les résultats du neurofeedback doivent donc être pris avec précaution.

## Définition
Le neurofeedback est une méthode de traitement non-invasive de l’activité électrophysiologique ou hémodynamique du cerveau dans le but de réduire les symptômes liés à l’excitation excessive ou insuffisante de différentes parties du cerveau. Il est supposé que, grâce à cette neuromodulation, une personne puisse changer son activité neuronale et donc modifier directement son comportement. Cette neuromodulation utilise des feedbacks (ou rétroactions) auditifs ou visuels qui vont constituer le mécanisme de récompense permettant l’apprentissage en utilisant, par exemple, un protocole de conditionnement opérant. Ce conditionnement permettrait la plasticité neuronale et donc une réorganisation neuronale (dans la substance blanche et grise) associée à des changements comportementaux.
L'autorégulation cérébrale a été démontrée chez les humains et chez les animaux grâce à plusieurs méthodes d’enregistrement. Ces dernières utilisent différentes caractéristiques des signaux cérébraux tels que les spectres de fréquence, la connectivité fonctionnelle ou des schémas spatio-temporels de l’activité cérébrale. Le neurofeedback se montre donc comme étant un puissant outil en neuroscience, car il permettrait de manipuler l'activité cérébrale comme une variable indépendante. 
Plusieurs biomarqueurs montrant des changements pathologiques dans les interactions entre différentes zones du cerveau pourraient être des cibles pour l'entraînement en neurofeedback. Ainsi, le neurofeedback peut s'effectuer dans une seule zone d’intervention ou au niveau de la dynamique neuronale d’un réseau. 
Un grand nombre de techniques de neurofeedback existent reposant sur différentes méthodes de neuroimagerie. L'utilisation la plus courante est celle impliquant l’EEG, mais de plus en plus d’études utilisent également l’IRMf. Certaines études couplent même plusieurs méthodes. L’activation corrélée de deux substrats neuronaux est appelée “connectivité fonctionnelle” dans des modalités hémodynamiques et “cohérence” en termes électrophysiologiques.

## Différentes techniques de neurofeedback

### EEG neurofeedback
Durant un entraînement classique utilisant un EEG, plusieurs électrodes sont placées sur la tête du participant et une ou deux sont placées près des oreilles, mais aucun courant électrique n’est envoyé dans le cerveau. Ces électrodes vont permettre de mesurer les ondes électriques cérébrales de la même manière qu’un médecin écoute les battements cardiaques. Les amplitudes électriques, mesurées par l’EEG, sont corrélées avec le degré de synchronisation intra-corticale. Ensuite, un équipement électronique va fournir en temps réel un retour d'information sonore ou visuel à propos de l’activité cérébrale du participant. Généralement, une personne ne peut pas influencer ses ondes cérébrales, car elle n’en est pas consciente. Grâce au feedback instantané fourni par l’EEG, la personne peut visualiser ses ondes cérébrales seulement quelques millisecondes après leur apparition et donc potentiellement agir dessus.
Les ondes cérébrales se produisent à différentes fréquences, certaines sont rapides et d’autres plutôt lentes mesurées en cycle par seconde ou hertz (Hz). Parmi ces bandes EEG il y a les ondes delta, thêta, alpha, bêta. Elles sont souvent associées à différents états mentaux. Les ondes bêta sont petites et rapides (au-dessus de 13 Hz) et associées à un état d’activité mentale et de concentration extérieure. Les ondes alpha (8 - 12 Hz) sont plus lentes et plus larges. Elles sont associées à un état de relaxation, le cerveau passe en mode ralenti, détendu et un peu désengagé. Les ondes thêta (4 - 8 Hz) sont généralement présentes quand la personne est dans un état mental de rêverie. Finalement, les deltas (0,5 - 5 Hz) sont les plus lentes avec la plus grande amplitude des ondes cérébrales, elles sont présentes quand nous dormons. En général, différents niveaux d’attentions sont associés à une onde cérébrale dominante. Par exemple, si quelqu’un est anxieux et tendu, une onde bêta d’une haute fréquence est souvent présente. Par contre, si quelqu’un devient somnolent, il y aura davantage d’ondes lentes delta et thêta. Selon certaines études, les personnes atteintes de TDAH, d’AVC, d’épilepsie et de fatigue chronique tendent à présenter un excès d’ondes lentes (thêta et parfois alpha). Si ces ondes lentes sont présentes de manière excessive dans les parties frontales du cerveau, il peut être difficile pour ces personnes de contrôler leur attention, émotions et leurs comportements induisant des problèmes de concentration, de mémoire, d’humeur ou d’hyperactivité.
Cependant, ce ne sont que des généralités. De plus, on ne peut pas distinguer les types d’ondes cérébrales juste en observant les comportements des personnes. Tout le monde n’a pas besoin du même entraînement appliqué aux mêmes endroits du crâne. C'est pour cela que les cliniciens doivent, avant toute thérapie, faire une évaluation minutieuse pour examiner les schémas d’ondes cérébrales. Cela peut être fait en plaçant une ou deux électrodes sur le scalp et en mesurant les ondes cérébrales dans un nombre limité d’aires. Cela peut également être fait par une analyse plus complète en utilisant une électroencéphalographie quantitative (EEGQ) où au moins 19 électrodes sont placées sur le cuir chevelu. L’EEGQ est un outil d’évaluation pour objectivement évaluer les fonctions d’ondes cérébrales d’une personne. Cela dure 1 h 30 tandis que le participant se repose les yeux fermés, ouverts, et parfois exécute une tâche simple comme de la lecture. Après avoir enlevé les artefacts (dus au mouvement par exemple), les données concernant les ondes cérébrales sont rassemblées et comparées à un grand ensemble de données indiquant comment les ondes cérébrales du participant devraient être à son âge (et ainsi voir si elles diffèrent de la normale).
La durée du neurofeedback n’est pas fixe et peut demander 15-20 séances pour certaines pathologies et jusqu’à 40-50 séances pour d’autres. Les séances durent en général 30-60 min.

### IRMf neurofeedback
L’imagerie par résonance magnétique fonctionnelle (IRMf) est également une des méthodes utilisées en neurofeedback. Le but étant d’apprendre à augmenter ou diminuer l’activité dans des régions d’intérêts (corticales ou subcorticales) afin de moduler le comportement. Un point positif important de cette méthode est le fait de pouvoir entraîner des régions subcorticales (qui sont inaccessibles avec l’EEG) avec une haute résolution, comme l'amygdale, tout en restant non-invasif.
Le protocole courant dans le neurofeedback utilisant l’IRMf est le suivant : tout comme en EEG, les participants doivent essayer de réguler le signal neuronal pendant que leurs données cérébrales (ici le signal BOLD) sont analysées en temps réel et leur sont présentées sous une forme plus familière (sous différents stimuli). Ces feedbacks peuvent être présentés soit de manière continue (à chaque fois qu’un nouveau volume cérébral est analysé avec l’IRMf) soit de manière intermittente (présentés comme le signal moyen sur une période de temps donnée).
Concernant les instructions données aux participants, la méthode reste très variable selon les études. Deux grands schémas sont possibles : soit donner des instructions explicites sur la manière de réguler ses états mentaux avant le neurofeedback, soit donner des instructions implicites pour permettre aux participants de développer eux-mêmes leur stratégie.
Il n’est cependant pas mentionné dans la littérature des paramètres optimaux pour l’utilisation de l’IRMf en neurofeedback (sur le nombre, la fréquence des séances et sur le type d’instruction donnée). Selon une méta-analyse sortie en juillet 2020, les participants complètent en moyenne 2.3 ± 1.3 séances avec une moyenne de 23,5 ± 18,1 minutes par séance. On note également que dans la majorité des études, les expérimentateurs donnent des consignes explicites aux participants pour réguler leur signal neuronal.
La dépression est la maladie psychiatrique la plus étudiée utilisant l’IRMf pour le neurofeedback (plus de 50% des études). L'amygdale est la zone cérébrale la plus utilisée comme source pour le neurofeedback (dans 35% des cas).
Selon cette même méta-analyse, l'utilisation de l’IRMf en tant que méthode de neurofeedback a un effet de taille moyen (g = 0.59) sur l’activité neuronale pendant le traitement. De plus, Dudek et collaborateurs trouvent un large effet après l'entraînement (g=0.84). Le fait que les individus arrivent à réguler leur signal neuronal en l'absence de neurofeedback (après l'entraînement) tend à suggérer que les participants peuvent réguler leur activité cérébrale dans des régions cibles dans d’autres contextes qu’au laboratoire, et surtout, sans neurofeedback et donc potentiellement dans la vie de tous les jours. La plupart du temps ces études comparent leurs résultats avec une condition “sham” comme contrôle où les participants reçoivent un feedback artificiel provenant d’un autre participant ou d’une région cérébrale non reliée à la tâche en question. Ces résultats indiquent le potentiel de cette méthode pour soigner diverses maladies psychiatriques même si plus de recherches restent à être menées afin de déterminer dans quelles circonstances ces changements neuronaux se produisent.
Cependant, même si cette méthode permet d’enregistrer des signaux subcorticaux, elle n’en reste pas moins coûteuse et très technique. Qui plus est, le signal mesuré en IRMf (le signal BOLD) est lui-même limité, car la réponse hémodynamique est lente et retardée comparativement à l'activation neuronale limitant le caractère instantané du neurofeedback (le signal est celui traduisant l’engagement neuronal 4 à 8 secondes avant). De plus, beaucoup d’études ont aussi trouvé que les changements dans l’activité neuronale ne se limitaient pas aux régions entraînées. Les changements dans ces réseaux non ciblés au préalable pourraient également contribuer aux bénéfices cliniques observés.

### EEG x IRMf neurofeedback
Plusieurs études récentes combinent les signaux électrophysiologiques (grâce à l’EEG) et les réponses hémodynamiques (grâce à l’IRMf) du cerveau afin de combiner l’avantage des deux méthodes. Par exemple, une étude utilise un EEG portable (peu cher) pour entraîner les participants après avoir calibré la localisation du signal de manière précise grâce à une IRMf. La région cible était l’amygdale, l’EEG seul ne peut donc pas déterminer où cette activation a lieu d’où l’intérêt de coupler les deux méthodes. Les participants devaient réguler les corrélats du signal EEG traduisant le signal BOLD de l'activation de l’amygdale grâce à des feedbacks visuels. Les chercheurs trouvent une amélioration de la régulation du signal EEG (liée au signal BOLD traduisant l’activation de l’amygdale). De plus, cette régulation de l’activité de l'amygdale résulte en une amélioration du contrôle des émotions négatives.
Il est également possible de présenter les signaux obtenus en EEG et IRMf non pas de manière sérielle (comme l’étude mentionnée auparavant) mais en même temps (neurofeedback multimodal). Ces deux signaux peuvent être présentés de manière simultanée comme deux signaux indépendants afin de prendre l’avantage : des propriétés dynamiques du signal électrophysiologique (très bonne résolution temporelle en EEG) et les propriétés spatiales de l'imagerie hémodynamique (très bonne résolution spatiale en IRMf).

## Neurofeedback et plasticité neuronale
Des changements structurels dans le volume de substance grise et dans la connectivité de la substance blanche cérébrale sont des indicateurs de changement neuronaux liés à la plasticité cérébrale. Ils peuvent être dus à plusieurs formes d'entraînement dont le neurofeedback. D’après une étude de 2013, Ghaziri et collaborateurs ont trouvé une augmentation de l’anisotropie fractionnelle de la substance blanche en IRM ainsi qu’une augmentation du volume de substance grise une semaine après l’entraînement en neurofeedback d’ondes bêta dans la région frontale et pariétale du cerveau . Ces changements structuraux ont aussi été associés à une amélioration significative de l’attention visuelle et auditive après l'entraînement. La persistance de la réorganisation du cerveau même après la fin des entraînements effectués en neurofeedback serait un indicateur de la plasticité neuronale qui découle de ces entraînements.
Le neurofeedback pourrait induire de la plasticité sous la forme de changement d’excitabilité corticale. Ces changements ont été démontrés chez les humains en utilisant de la stimulation magnétique transcrânienne (TMS) sur les régions cérébrales entraînées,. Il a été découvert que le neurofeedback était associé à une diminution de l’inhibition intra-corticale prolongée (durant plus de 20 min) après plusieurs séances d'entraînement. Une autre étude a montré un changement en termes de connectivité fonctionnelle, passant d’une corrélation négative avant le neurofeedback à une positive durant plus de 2 mois après l'entraînement.

## Fonctionnement du neurofeedback
L’apprentissage en neurofeedback est soutenu par de grands changements dans la connectivité fonctionnelle. Plusieurs études ont tenté de découvrir quels réseaux sous-tendent le neurofeedback, mais la manière dont cette technique fonctionne est encore mal connue.
Une méta-analyse de 2016 portant sur 12 études réalisées en IRMf (impliquant 9 régions différentes) a essayé d’identifier les réseaux neuronaux reliés au neurofeedback. Selon leur résultat, l’insula antérieure et les ganglions de la base (et notamment le striatum) sont des composants essentiels dans le réseau de régulation impliqué dans le neurofeedback, et ce, indépendamment de la région d’intérêt entraînée. L’insula antérieure est connue pour être impliquée dans la conscience intéroceptive du corps et le contrôle cognitif tandis que les ganglions de la base sont impliqués dans l’apprentissage procédural, l’intégration visuomotrice et d’autres processus cognitifs, y compris la motivation. Ces régions seraient plus liées au processus de récompense impliqué dans le neurofeedback tandis que le thalamus ainsi que le cortex préfrontal dorsolatéral, pariétal postérieur et occipital seraient, eux, impliqués dans le contrôle du neurofeedback.
Une analyse multivariée et une analyse de connectivité effective d’IRMf ont été effectuées sur le signal capturé pendant un entraînement en neurofeedback utilisant cette technique sur l’insula antérieure. Les résultats montrent que l’apprentissage de l’autorégulation en neurofeedback résulte en une réduction graduelle dans l’étendue spatiale de l’activation des clusters (élagage) dans le cerveau et dans l'augmentation de la séparation de ces clusters (focus). Des changements corticaux identiques ont été observés dans l’apprentissage de tâches cognitives complexes comme de l'apprentissage verbal et moteur. Cet apprentissage du contrôle cérébral en neurofeedback est considéré comme similaire à l’acquisition de nouvelles compétences et impliquerait des boucles corticospinales avec des synapses dopaminergique et glutamatergiques.
L’apprentissage pour contrôler l’activité cérébrale chez les humains est déterminé par un feedback contingent et une récompense. Il peut aussi être modulé par des instructions verbales ou l’utilisation de stratégies mentales suggérées par l’expérimentateur au participant. Le neurofeedback fait face à quelques défis concernant l'apprentissage. En effet, jusqu'à 30 % des participants n’arrivent pas à réguler l'activation neuronale d’une région spécifique même après plusieurs essais. Une étude a voulu comparer l’influence des feedbacks, des instructions explicites et des récompenses sur l’apprentissage du contrôle de l'activité cérébrale pendant 2 jours de neurofeedback en IRMf. Les résultats de cette étude suggèrent que le feedback contingent sans instructions explicites permettait un apprentissage plus efficace dans le contrôle du signal BOLD.
Plusieurs théories et modèles tentent d’expliquer l’apprentissage et les mécanismes sous-tendant le neurofeedback dans la littérature même si aucun ne semble être privilégié. La revue de Sitaram et collaborateurs en propose six :
- Le conditionnement opérant (operant learning) : le contrôle de l’activité cérébrale se fait quand une réponse correcte ou désirée du cerveau est renforcée par un feedback contingent ou une récompense. Cependant, les rapports des sujets sur l'utilisation des stratégies mentales ont mené les chercheurs à proposer d’autres mécanismes explicatifs pour l’apprentissage du neurofeedback.
- L’apprentissage moteur (motor learning) : l’acquisition du contrôle sur les signaux neuropsychologiques serait similaire à l’acquisition de l’apprentissage moteur. Cela impliquerait donc une séquence bien organisée de mouvements et d’informations symboliques. Cependant, malgré une recherche approfondie sur cette théorie dans différents types d’apprentissage moteur, aucun n’a spécifié récemment d’application de ce modèle au neurofeedback.
- Théorie des doubles processus (dual process theory (en)) : l’apprenant naïf va chercher une stratégie mentale efficace, soit par lui-même, soit basée sur des instructions expérimentales. Tant que l’apprenant ne trouve pas de stratégie efficace pour contrôler le signal de feedback, il va en chercher une. À force de renforcement successif, la stratégie qui a le plus corrélé avec le feedback va devenir automatique. Mais il est également possible que l’apprenant ne trouve jamais une stratégie efficace. Dans ce cas, le cerveau ne va se baser que sur le signal du feedback pour guider l’apprentissage ou, pire, le sujet peut échouer à réguler le signal.
- Théorie de la conscience (awareness theory (en)) : le signal du feedback donne des informations sur la réponse physiologique (l'activation cérébrale) dont le sujet devient conscient, conduisant à un contrôle volontaire de la réponse. Cependant, des recherches sur les animaux et les humains, montrent que la conscience de la réponse n’est ni nécessaire ni suffisante pour acquérir le contrôle de l’activité cérébrale[16].
- Théorie de l’espace de travail global (Global workspace theory) : l’apprentissage du contrôle de l'activation neuronale est activé par la distribution large et globale du signal de feedback dans le cerveau le rendant conscient.
- Apprentissage des compétences récentes (Recent skill learning) : l’apprentissage en neurofeedback implique une phase initiale de changement rapide en performance et une phase finale d’améliorations plus graduelle car l’apprentissage est consolidé et les performances deviennent asymptotes. Des changements fonctionnels et structurels dans le striatum ont été associés avec ces phases (dans la partie dorsomédiale pour la première phase et dorsolatérale pour la dernière). Cette théorie est appuyée par des résultats montrant des changements similaires dans l’apprentissage en neurofeedback chez l’humain[17].

## Histoire du neurofeedback
Le premier pas vers le neurofeedback est fait en 1875 quand Richard Caton découvre que les activités mentales sont suivies de fluctuations dans l’activité électrique du cerveau. Mais ce n’est qu’en 1920 que Hans Berger mesure l’EEG sur papier. Il va ensuite identifier 2 ondes : alpha et delta. À la fin des années 1960, des chercheurs ont découvert qu’il était possible d'entraîner différentes ondes cérébrales : c’est le début du neurofeedback. Notamment, Joseph Kamiya a exploré la reconnaissance consciente des ondes cérébrales. Il a donc entraîné un volontaire à reconnaître des ondes alpha (8-12 Hz) en lui donnant un renforcement verbal à chaque fois qu’une onde alpha se présentait. L’expérience a été un succès et a montré pour la première fois la boucle d'entraînement typiquement utilisée en neurofeedback : un instrument enregistre une activité biologique spécifique d’intérêt particulier puis un participant est renforcé à chaque fois que l'activité voulue apparaît afin de contrôler volontairement cette activité biologique. Kamiya a donc ouvert la porte à l'entraînement par renforcement des ondes alpha.
Plus tard, Green, Green et Walters ainsi que Budzynski ont découvert l'utilisation de l’onde thêta pour l'entraînement. Ils ont désigné des thérapies psychologiques couplant l'utilisation des ondes alpha et thêta. Cinq ans après la découverte de Kamaya, la première preuve du potentiel thérapeutique du conditionnement opérant sur l'activation cérébrale est arrivée, quand Sterman et collaborateurs ont trouvé que l'entraînement du rythme sensorimoteur réduisait les crises d’épilepsie chez les chats. Le rythme sensorimoteur est entre 12 et 16 Hz et peut être enregistré dans une aire près du cortex sensorimoteur. Sterman a ensuite appliqué cette thérapie aux humains quand Mary Fairbaks, qui souffrait d’épilepsie, a commencé son entrainement de neurofeedback avec lui. L’hémisphère gauche du cortex sensorimoteur a été choisi pour être entraîné grâce à un équipement EEG. Une lumière verte apparaissait quand le rythme sensorimoteur augmentait et une rouge quand il diminuait. Après 3 mois d'entraînement en neurofeedback, les crises d’épilepsies chez la patiente avait beaucoup diminué. 
Ces techniques de neurofeedback ont d'abord été utilisées pour augmenter la relaxation ou encore pour soigner l’épilepsie. Puis elles ont été étendues à d’autres techniques de neurofeedback pour traiter bien d’autres maladies psychiatriques telles que le TDAH, la schizophrénie, les TOCS ou encore les dépendances (alcool, cigarette, etc). Les premiers résultats étaient prometteurs même s’ils étaient, pour la plupart, non contrôlés. Le début de l’électroencéphalographie quantitative (EEGQ) offrant des bases de données normatives arriva dans les années 1970/1980. Les pionniers dans le développement de ces données comparatives d’images obtenues en EEG sont Frank Duffy, E. Roy John et Robert Thatcher. Grâce à eux, il était devenu possible de comparer les ondes cérébrales de chaque individu à un échantillon normatif de la population. Typiquement, 19 électrodes sont placées sur la tête à des endroits bien particuliers. Les données obtenues en EEGQ permettent d’avoir une image générale du cortex en activation du participant et permettent d’avoir une image topographique du cerveau. L’utilisation de l’IRMf en neurofeedback commença en 1995 afin d’avoir accès à une résolution spatiale élevée.
Au début des années 2010, les études contrôlées sur le neurofeedback commencent à être plus nombreuses. Notamment, en 2017 Young et collaborateurs ont conduit la première étude contrôlée avec un placebo, randomisée et en double aveugle de l’amygdale pour des personnes en dépression. Cette étude montre une réduction de la sévérité de la dépression dans le groupe effectuant du neurofeedback de manière active après seulement deux séances d'entraînement. Encore plus récemment, une étude de neurofeedback en IRMf a montré des résultats favorables pour le traitement du syndrome de la Tourette et de la schizophrénie. Le neurofeedback a également été étendu à des domaines non médicaux comme en sport pour augmenter les performances sportives des athlètes.

## Applications

### Trouble du déficit de l'attention / hyperactivité (TDAH)

#### Principes et découvertes
Le trouble du déficit de l’attention/hyperactivité est un trouble cognitif commun chez les enfants caractérisé par une altération de l’attention et/ou de l’hyperactivité et de l’impulsivité. Les symptômes peuvent persister jusqu’à l’âge adulte ce qui en fait un problème à vie chez certains patients.
L’utilisation du neurofeedback pour traiter le TDAH repose sur l’observation que les enfants présentant des problèmes d’apprentissage ou des déficits de l’attention, à l’état de repos, ont des amplitudes beaucoup plus importantes de bandes oscillatoires à basses fréquences en EEG (par exemple la bande delta et thêta) comparativement à des enfants non pathologiques,. De plus, certaines études trouvent une diminution de l’onde bêta dans les aires frontales ainsi qu’une diminution du rythme sensorimoteur dans les aires centrales,. À la lumière de ces résultats, plusieurs protocoles de neurofeedback ont vu le jour afin de diminuer les symptômes du TDAH. Certains, basés sur les oscillations neuronales visent à augmenter le rythme somatosensoriel, réduire l’onde thêta et augmenter l’onde bêta. Le protocole qui vise à augmenter l’onde bêta tout en supprimant l’onde thêta est connu sous le nom de protocole Thêta Bêta Ratio (TBR). Un autre protocole se base sur l'entraînement des potentiels corticaux lents (SCPs) afin de réguler le seuil d’excitation cortical en se focalisant sur l’activité générée par des indices externes. Finalement, des protocoles basés sur les potentiels évoqués (ERPs) et plus particulièrement sur l’amplitude du potentiel P300 sont aussi utilisés car cette amplitude pourrait être considérée comme un marqueur neurophysiologique de l’attention sélective.
Plusieurs facteurs semblent avoir un impact sur l'efficacité du neurofeedback pour traiter le TDAH. Parmi eux, des entraînements plus intensifs (mais pas la durée du traitement) ainsi que l’utilisation d’un équipement EEG de haute qualité sont associés avec une plus grande efficacité.
Des études utilisant le neurofeedback pour diminuer les amplitudes de ces oscillations à basses fréquences ont vu le jour. Les résultats associés au protocole de diminution des oscillations à basse fréquence montrent des améliorations des symptômes du TDAH. Ces résultats perdureraient même après 6 mois . Une analyse de 5 études utilisant le neurofeedback pour le déficit de l’attention et l’hyperactivité montre que les résultats ont significativement été améliorés comparativement au groupe contrôle (effet de taille de 0.3 pour les mesures dites “aveugles”, c’est-à-dire notées par les professeurs des élèves, et 0.5 pour les “non” aveugles, notées par les parents). D’autres études trouvent des résultats similaires. 
Les effets potentiels du neurofeedback pour traiter le TDAH ne sont pas systématiques dans la littérature et certaines études tendent à montrer que le neurofeedback n’a aucun effet sur le TDAH. Une méta analyse plus récente (de 2016) regardant uniquement des études utilisant des essais contrôlés randomisés a examiné les effets du neurofeedback sur les symptômes du TDAH. Les résultats des études proposant des essais contrôlés en double aveugle ne permettent pas de valider l’efficacité de ce traitement pour le TDAH. Ces résultats sont confirmés par une autre méta analyse de 2019 qui montre que le neurofeedback est efficace uniquement dans les études qui ne font pas de mesures à l’aveugle.
Une des raisons limitant le consensus de la littérature au sujet de l’efficacité du neurofeedback repose sur les définitions même des mesures dites “en aveugle”. Plusieurs études demandent aux enseignants de noter les améliorations des élèves. Ces mesures sont considérées comme étant “en aveugle” pour certains expérimentateurs. Cependant, cette définition est contestée par plusieurs articles qui estiment que ce type de mesure ne serait pas non plus objectif et ne remplacerait pas l’utilisation d’interventions contrôles de type placebos,.

#### Comparaison avec d'autres traitements
Le traitement le plus utilisé actuellement pour soigner les symptômes du TDAH sont les psychostimulants (Méthylphénidate). Leur efficacité a été prouvée. Cependant, leur effet positif à long terme et leurs effets secondaires sont encore débattus. En effet, les enfants ayant des troubles de l’attention sous médication ont souvent des effets secondaires légers à modérés comme une perte d’appétit et un sommeil perturbé. Ces derniers font que certains parents et praticiens sont réticents à adopter ces traitements et essayent plutôt de se tourner vers des approches non pharmacologiques comme le neurofeedback. L’effet du neurofeedback semble réduire les symptômes du TDAH d’une manière moins importante que les psychostimulants utilisés pour le moment. Cependant l’utilisation d’un traitement qui combine les deux s'est révélé plus efficace que le traitement pharmacologique seul.

#### Limites
Le TDAH est une des applications cliniques du neurofeedback les plus utilisées et pourtant la méthode manque de preuves suffisantes d’efficacité. Les effets significatifs sont obtenus probablement uniquement avec des mesures non aveugles. Les études en faveur du neurofeedback appliqué au TDAH sont fragiles d’un point de vue méthodologique. La plupart des études (incluant les méta-analyses) ne disposent que d’un nombre limité d’études et de sujets. Qui plus est, cette littérature est caractérisée par une grande diversité de méthodes et de techniques, ce qui peut également expliquer le manque de consensus au sujet des résultats. Ces deux points : la méthodologie des études et l'hétérogénéité des patients et des protocoles sont les deux critiques majeures du neurofeedback pour traiter le TDAH.

### Dépression

#### Principes et découvertes
La dépression est une grande cause de handicap au niveau mondial, avec plus de 300 millions de personnes affectées. Différents processus psychophysiologiques seraient altérés chez les patients atteints de dépression. D’un point de vue neuronal, des altérations fonctionnelles ont pu être identifiées dans les structures préfrontale, limbique, striatale, thalamique et basale du cerveau antérieur. Au niveau des ondes cérébrales, il semblerait que les individus dépressifs présentent une plus haute activité alpha dans l’hémisphère gauche, incluant une hypoactivation dans l’aire préfrontale gauche. Une des méthodes de neurofeedback par EEG utilisée consiste donc à corriger cette asymétrie. Une autre méthode, utilisant l'IRMf vise à cibler l’amygdale. En effet, cette dernière région joue un rôle dans la réponse émotionnelle ainsi que dans l'interaction avec différentes zones corticales et sous corticales. En IRMf, d’autres protocoles visent à cibler l’insula et les aires latérales préfrontales (elles aussi impliquées dans les émotions).
D’après une méta-analyse de 2020, l’utilisation du neurofeedback réduirait les symptômes dépressifs (auto-évalués par les sujets), d’une manière significative. Le type de neurofeedback utilisé, le protocole (incluant le nombre de séances, l’âge et le genre) n'influenceraient pas l’efficacité de ces résultats. Cependant, les discussions autour du neurofeedback sont toujours controversées dans la littérature. Certains estiment que le neurofeedback par EEG est trop imprécis pour cibler correctement un mécanisme cognitif, et donc pour avoir des effets thérapeutiques qui puissent être distingués de l'effet placebo. D'autres études sur le sujet sont donc nécessaires pour pouvoir avoir une idée plus précise de l’effet du neurofeedback sur la dépression.

#### Comparaison avec d'autres traitements
Les psychothérapies, la psychopharmacologie et la combinaison des deux se sont avérées être efficaces pour traiter les effets de la dépression mais ces méthodes ne sont pas parfaites. En effet, elles présentent des taux élevés de rémission partielle et de rechute, certaines personnes développent également une grande résistance au traitement. Il est donc important d’essayer de développer des techniques non pharmacologiques efficaces, et le neurofeedback pourrait être l’une d’entre elles.

#### Limites
L’effet du neurofeedback sur la symptomatologie de la dépression est encore controversé. La plupart des études ont des conditions hétérogènes et différentes lignes de références vis-à-vis des symptômes dépressifs. Un point important qui ressort de la méta analyse de Fernández-Álvarez et collaborateurs est que la plupart des études n’ont pas assez de puissance statistique. Une des premières choses à faire serait donc de conduire de nouvelles études incluant plus de participants. Ensuite, les études ne comportent pas d’évaluation de suivi pour voir l’effet à long terme du neurofeedback sur les symptômes dépressifs. Cela est d’autant plus important que la dépression a souvent un fort risque de récurrence, donc la stabilité des gains thérapeutiques à moyen et long terme est très importante pour cette pathologie. Enfin, encore trop peu d’études ont un groupe contrôle actif de comparaison (groupe “sham”).

### Trouble de stress post-traumatique (TSPT)

#### Principes et découvertes
Le trouble de stress post-traumatique (TSPT) est caractérisé par des réactions désagréables, dysfonctionnelles et généralement intenses à la suite d'un événement traumatisant. L’utilisation du neurofeedback pour alléger ces symptômes est envisagée comme une piste de traitement potentielle depuis plusieurs années. L’objectif des études est souvent de faire en sorte que les patients atteints de TSPT arrivent à s’auto-réguler, ce qui est particulièrement important car la guérison de cette pathologie peut dépendre de la capacité du patient à surpasser un état d’excitation important. De ce fait, un des marqueurs EEG du TSPT est une dysfonction de l’excitation neuronale incluant une augmentation de l’activité corticale. Cela se manifeste par une réduction de l’activité alpha et une augmentation du ratio thêta/alpha. Ces deux marqueurs seraient liés à l’attention et à la performance de la mémoire de travail qui sont toutes deux impactées chez les sujets TSPT. 
Seulement 4 études ont comparé l’utilisation du neurofeedback par EEG à un groupe contrôle sham. Parmi les résultats obtenus, les pensées suicidaires ont été significativement réduites avec une taille d’effet large.
Une étude n’utilisant pas de condition contrôle sham a obtenu une diminution de l’amplitude alpha durant l'entraînement en neurofeedback, par un entraînement de synchronisation de l’onde alpha. Les sujets, post-entraînement, présentaient une augmentation lors du repos de la synchronisation de cette même onde. Cette synchronisation est liée à une augmentation de la sensation de calme. Cependant, ces résultats n’ont été mesurés que 30 minutes après l'entraînement et l'amélioration des symptômes à long terme n’a pas été étudiée.

#### Comparaison avec d'autres traitements
Une des premières études sur l’utilisation du neurofeedback pour soigner le TSPT date de 1991. Des chercheurs ont décidé d’ajouter 30 séances de 30 minutes de neurofeedback alpha/theta à leur traitement habituel d'un groupe de vétérans de la guerre du Vietnam. Ils ont comparé leurs résultats 30 mois plus tard avec ceux d'un groupe n’ayant reçu que le traitement habituel. Les 14 personnes du groupe contrôle avaient rechuté et avaient été ré-hospitalisées, contre seulement 3 personnes sur 15 du groupe ayant fait du neurofeedback.
Une étude plus récente a évalué l’effet de 24 séances de neurofeedback pour de multiples traumatismes. Les symptômes ont été améliorés de manière comparable aux résultats rapportés avec les meilleurs traitements pour le TSPT (CBT, EMDR, Prolonged Exposure) ainsi qu'avec les thérapies médicamenteuses. De plus dans cette étude, 72.7% des participants au neurofeedback n'étaient plus classés comme étant en TSPT comparativement aux 62% rapportés dans une méta-analyse sur un autre traitement. Un seul des participants a signalé des effets secondaires (une augmentation des rétrospectives).

#### Limites
Le nombre d’études utilisant une condition contrôle sham reste très faible, ce qui limite les conclusions que l'on peut en tirer. De plus, il est possible que les résultats dépendent de l'événement traumatique considéré (violences, vétérans de guerre, etc.). 
L’étude comparative avec d’autres traitements n’utilise pas de condition contrôle sham mais uniquement une liste d'attente recevant une thérapie et de la médication (qui est aussi un contrôle approprié mais potentiellement moins puissant qu’un groupe sham). Les effets à long terme ne sont également pas connus pour le moment. De plus, la plupart des études se contentent de regarder l'évolution des symptômes sans examiner les changements d’ondes EEG.

### Alcoolisme et toxicomanie

#### Principes et découvertes
Selon plusieurs études, les alcooliques tendent à avoir des connexions neuronales différentes des autres personnes ce qui induit des difficultés pour se relaxer (souvent après des périodes prolongées d’abstinence). Les alcooliques montrent également des niveaux bas d’ondes alpha et thêta avec un excès d’ondes rapides bêta. De ce fait, l’effet de relaxation mentale qui survient après l’utilisation d’alcool est fortement renforcé pour eux. Plusieurs études tendent à montrer que le meilleur prédicteur de la rechute est la quantité excessive des ondes bêta, à la fois chez les alcooliques et les cocaïnomanes. Pendant plusieurs années, les principaux protocoles de neurofeedback se sont focalisés sur la modulation des ondes alpha-thêta. Plus récemment, l’ajout du rythme sensorimoteur ainsi que la modulation bêta ont été explorés. Cette dernière approche a pour but de réduire l’impulsivité. 
L'entraînement par neurofeedback pour apprendre aux alcooliques à atteindre une réduction de stress et un état de profonde relaxation en augmentant les ondes alpha et thêta tout en réduisant les ondes bêta rapides s'est montré prometteur pour traiter la dépendance à l’alcool et aux drogues. Le neurofeedback pourrait à la fois traiter la dépendance, mais également remédier aux dommages fait par l’abus de drogue chez les patients.

#### Comparaison avec d'autres traitements
Malgré une multitude d’approches thérapeutiques pour les problèmes de dépendance, le taux de rechute reste très haut (approximativement 80 % après l’arrêt du traitement). Le traitement habituel pour des patients alcooliques comprend à la fois des médicaments (qui ciblent le système GABAergique ou qui agissent comme des antagonistes des opioïdes) et de la psychothérapie. On démontre pour le moment un impact significatif mais moyen. Le couplage de la modulation des ondes alpha-thêta avec la modulation du rythme sensorimoteur et du rythme bêta semble avoir un impact sur l'habileté à maintenir l’abstinence.

#### Limites
Une des difficultés majeures est l’identification de modèles d'onde spécifiques associés avec la dégradation des symptômes de dépendances. Le protocole le plus utilisé (modulation des fréquences alpha-thêta), même s’il a montré des résultats positifs, est largement critiqué notamment parce que ses effets ne seraient pas spécifiques comparativement à des contrôles sham. Il reste à voir, avec des études utilisant de vrais groupes contrôles placebo, si des protocoles élaborés permettraient d’éviter la rechute car actuellement les résultats scientifiques manquent de preuves robustes.

### Douleurs chroniques

#### Principes et découvertes
La perception de la douleur est un processus complexe. En effet, la douleur ressentie par une personne est une intégration de l’information sensorielle actuelle et des informations provenant d’anciennes expériences. Ces dernières influencent les émotions, l’attention ainsi que les attentes des individus à propos de la douleur. En général, les douleurs chroniques sont associées à une diminution de l’onde alpha, une augmentation de l'onde bêta ainsi que de l’onde thêta. Pour les études utilisant l’IRMf, le but est de décrire l'activation des aires associées avec la perception de la douleur comme le cortex cingulaire antérieur.
En partant de ce constat, des techniques de neurofeedback ont été développées pour aider les patients à augmenter ou diminuer leur activité cérébrale afin de soulager leur douleur. Ce neurofeedback est utilisé notamment pour réduire la sévérité de la douleur ou des symptômes associés comme les troubles du sommeil, les perturbations de l’humeur, la fatigue et l'anxiété. Les résultats montrent une amélioration des symptômes avec un effet de taille moyen. Les études utilisent des protocoles différents même si une majorité utilise l’EEG. Les résultats concernant les études utilisant l'IRMf sont, eux, très variables et ne montrent pas de tendance particulière mais ceci peut être lié à leur nombre limité de participants. Quant au nombre de séances, il varie de 1 à 145 (la plupart offrant 20 à 40 séances), 1 à 5 fois par semaine. Leur durée est de 30 à 45 minutes divisées en 5 sous séances. L’augmentation du nombre de séances permet d’augmenter l’efficacité du traitement dans les différentes études observées. Malgré cela, les pourcentages de réduction de la douleur rapportés dans les études varient énormément, rendant impossible l'émergence d’un protocole communément accepté comme étant le plus efficace.
Alors qu’une grande partie des études se concentrent sur les ondes thêta, alpha et bêta, quelques-unes se sont penchées sur le rôle du rythme sensorimoteur. Dans les études se focalisant sur l’augmentation du rythme sensorimoteur tout en diminuant thêta, les résultats sont très prometteurs avec une réduction de la douleur de plus de 50%. La réduction de la douleur rapportée par les sujets est corrélée de manière significative avec le changement des signaux neurophysiologiques.

#### Comparaison avec d'autres traitements
La douleur serait mal contrôlée chez 40 à 60% des patients atteints de douleurs chroniques malgré le nombre important de médicaments présents sur le marché. Le neurofeedback pourrait donc être une alternative à l’utilisation de médicaments pour les personnes qui les tolèrent mal ou pour lesquelles ils ne sont pas efficaces, étant donné le faible nombre d’effets secondaires du neurofeedback rapportés dans les études sur ces patients.

#### Limites
Le neurofeedback semble être une thérapie efficace pour traiter les douleurs chroniques mais une plus grande quantité d’études, et de meilleure qualité, serait nécessaire pour comparer différents protocoles et déterminer l'approche la plus efficace. L’étude du neurofeedback pour la douleur chronique est confrontée à plusieurs limites méthodologiques, notamment le manque de contrôle ou de protocoles randomisés en double aveugle (seulement deux études utilisent une condition sham). Il faudrait à l’avenir se focaliser sur l’ajout de condition contrôle sham et mesurer les signaux neurophysiologiques et les sensations de douleur avant et après le traitement.

## Effets secondaires
Des effets secondaires peuvent survenir pendant l'entraînement en neurofeedback et s’estomper souvent peu de temps après l'entraînement. On peut citer par exemple de la fatigue, de l'anxiété, des maux de tête, se sentir agité, irritable ou avoir des difficultés à s’endormir,. Dès les débuts du neurofeedback, les chercheurs ont alerté sur les effets secondaires de la méthode. Par exemple Lubar et Shouse en 1976 ont trouvé que, en fonction du protocole de neurofeedback utilisé, les symptômes de TDAH pouvaient être améliorés ou empirer. En effet, inhiber l’onde thêta et augmenter le rythme sensorimoteur améliore les symptômes alors qu’augmenter l’onde thêta produit le résultat inverse. Des résultats similaires existent pour l’épilepsie : Lubar a décru l’activité thêta et augmenté le rythme sensorimoteur, obtenant 18% d’effet positif. Par contre, quand il a inversé le protocole, il a induit une augmentation de 29% de l'activité épileptique. 
Une étude a voulu tester si ces effets secondaires étaient dus à un entraînement spécifique ou à la passation d’une expérience en elle-même, en testant 20 sujets sains répartis en 3 groupes de traitements : un groupe qui recevait un entraînement du rythme sensorimoteur, un groupe qui augmentait l’onde alpha et un groupe contrôle sham qui recevait un renforcement de manière aléatoire pendant 10 séances de 30 minutes à raison de 2 par semaine. Avant chaque séance, les sujets devaient remplir des questionnaires d’effets secondaires. Les résultats montrent que les effets secondaires peuvent être répartis entre des effets non spécifiques (associés à l'entraînement en neurofeedback en général) et des effets spécifiques associés à un protocole en particulier. Le protocole qui semble être le plus sensible aux effets secondaires est celui entraînant le rythme sensorimoteur, avec une différence significative sur le nombre d’effets secondaires observés dans cette condition comparativement aux autres. Cependant, ces chercheurs trouvent également un nombre important d'effets secondaires dans le groupe contrôle sham. Les effets secondaires d’un traitement placebo sont connus sous le nom d’effets nocebo, qui sont donc aussi observés en neurofeedback. Ces résultats peuvent s’expliquer par le fait que, durant le neurofeedback en condition contrôle, les sujets sont tout de même actifs tandis que leur cerveau essaie d’apprendre les règles de la récompense. Cette récompense arrive de manière aléatoire donc il n’y a pas de règle à apprendre, ce qui peut entraîner des effets anxiogènes. Ces effets secondaires peuvent aussi être liés à la manipulation en elle-même (les stimuli utilisés). Chaque protocole semble être associé à des effets secondaires particuliers. Pour le protocole utilisant le rythme sensorimoteur, les deux effets secondaires les plus importants sont les maux de tête et la fatigue. Pour celui entraînant l’onde alpha, les plus communs sont la confusion émotionnelle, les cauchemars et les nausées. Pour le groupe sham/contrôle, ce sont les mots de tête et la fatigue.
En général, les protocoles qui augmentent des ondes sont plus à même de causer des effets secondaires que ceux qui les diminuent. De plus, les effets secondaires apparaissent plus à mesure que la séance s’allonge. Une autre cause importante des effets secondaires est la supposition que certaines pathologies ont communément un excès d’une certaine onde cérébrale et un déficit d'une autre et que, par conséquent, l'entraînement en neurofeedback doit inhiber la première et renforcer la deuxième. Le problème étant que ces hypothèses sont basées sur des généralités et que ce qui est vrai pour une majorité ne s’applique pas toujours à des cas spécifiques et peut entraîner une augmentation des symptômes. Par exemple, 10 à 15% des patients atteints de TDAH ont un excès de l’onde bêta plutôt que thêta. Certains cliniciens pourraient donc, sans conduire d’évaluation personnalisée, conclure que le patient a un excès de l’onde thêta et un déficit de l’onde bêta. En utilisant un protocole standard d’augmentation de l’onde bêta pour ces patients qui ont déjà un excès de l’onde bêta, cela pourrait leur faire ressentir de l’anxiété, voire faire naître l’apparition de tics.

## Limites du neurofeedback
L'efficacité du neurofeedback est l’un des sujets les plus débattus à l’heure actuelle en neuropsychologie. Malgré ses effets prometteurs, le neurofeedback fait face à plusieurs défis. Parmi ceux-ci on trouve l’échec de certains participants à parvenir à s’auto-réguler (jusqu’à 30% des participants n’arrivent pas à réguler une activité cérébrale spécifique), les différences interindividuelles dans les capacités d’apprentissage, l'incertitude des effets de la méthode (immédiats et à long terme) ainsi que les effets de transfert qui ne sont pas très clairs. De plus, cette technique suppose l’identification d'oscillations cérébrales ou de régions cérébrales spécifiques à cibler pour l'entraînement pour pouvoir fonctionner. Ces dernières ne sont souvent pas clairement définies, donnant une explication supplémentaire à la question de pourquoi cette technique ne fonctionne pas pour toutes les pathologies.
Une grande majorité des méta-analyses sur le sujet déplore le peu d’études utilisant beaucoup de participants avec des conditions contrôles. En effet, la grande majorité des études sur le neurofeedback a au moins une limitation méthodologique majeure comme le manque de randomisation ou l’utilisation de protocoles qui ne sont pas en aveugle. Les tailles d’échantillons sont bien trop faibles pour pouvoir déterminer si un effet est significatif. Le critère du bon nombre de sujets n’a été respecté dans aucune des études incluses dans une méta analyse étudiant l’effet du neurofeedback en psychiatrie. La taille moyenne des échantillons inclus était de 15 sujets (allant de 4 à 51 patients). Ces études prennent donc le risque d’avoir à la fois des faux positifs et des effets négatifs. 
Les différents effets secondaires sont également une limite au neurofeedback. Les patients doivent donc être informés qu’il est très important de rapporter tous les effets secondaires dès leur apparition pour que l'entraînement soit modifié afin de ne pas augmenter les symptômes. Quand ces précautions sont appliquées, les effets secondaires sont généralement mineurs et peu fréquents puisque le clinicien peut immédiatement modifier le protocole d'entraînement avant qu’un effet secondaire devienne trop important.
Au vu des limitations, plusieurs chercheurs font part de leurs préoccupations quant aux tentatives rapides d’utiliser le neurofeedback pour la réhabilitation clinique et la thérapie. Les différentes techniques de neurofeedback ont dépassé le développement et la compréhension correcte des mécanismes neuronaux ainsi que les changements neuroplastiques qui sous-tendent ces méthodes. D’un point de vue clinique, le neurofeedback n’est que dans son développement précoce. Il est donc nécessaire d’effectuer davantage d’essais cliniques contrôlés par placebo pour aborder la spécificité comportementale de la régulation apprise par neurofeedback.